# التصنيفات الدولية لصربيا
تتضمن المقالة التالية قائمة بالتصنيفات الدولية لصربيا.

## التصنيفات الاقتصادية
| المؤسسة | السنة | المكان | من أصل (عدد الدول) | المرجع                                        |
| --- | ----- | ------ | ------------------ | --------------------------------------------- |
| كتاب حقائق العالم – ناتج محلي إجمالي لكل فرد (تعادل القدرة الشرائية)                                         | 2011  | 105    | 225                |                                               |
| كتاب حقائق العالم – متوسط العمر المتوقع                                                                      | 2012  | 101    | 221                |                                               |
| المنتدى الاقتصادي العالمي – تصنيف مؤشر تمكين التجارة                                                         | 2008  | 67     | 118                |                                               |
| جامعة ييل / جامعة كولومبيا – مؤشر الأداء البيئي                                                              | 2008  | 29     | 149                |                                               |
| وحدة استخبارات الإكونوميست – جاهزية إلكترونية                                                                | 2008  | –      | 70                 |                                               |
| وحدة استخبارات الإكونوميست – مؤشر السلام العالمي                                                             | 2009  | 78     | 144                |                                               |
| مكتب الولايات المتحدة لبراءات الاختراع والعلامات التجارية - براءات الاختراع حسب الدولة                       | 2007  | 44     | 172                |                                               |
| أنقذوا الأطفال – تصنيف مؤشر الأمهات                                                                          | 2007  | 19     | 141                | نسخة محفوظة 2010-07-05 على موقع واي باك مشين. |
| أنقذوا الأطفال – تصنيف مؤشر المرأة                                                                           | 2007  | 27     | 141                | نسخة محفوظة 2010-07-05 على موقع واي باك مشين. |
| أنقذوا الأطفال – تصنيف مؤشر الأطفال                                                                          | 2007  | 49     | 141                | نسخة محفوظة 2010-07-05 على موقع واي باك مشين. |
| وول ستريت جورنال / مؤسسة التراث – مؤشر الحرية الاقتصادية                                                     | 2011  | 98     | 179                | قالب:Unfit                                    |
| الأمم المتحدة – مؤشر التنمية البشرية                                                                         | 2011  | 59     | 179                |                                               |
| المنتدى الاقتصادي العالمي – تقرير التنافسية العالمي 2007–2008                                                | 2007  | 91st   | 131                |                                               |
| المنتدى الاقتصادي العالمي – تقرير الفجوة العالمية بين الجنسين لعام 2007                                      | 2007  | –      | 128                |                                               |
| البنك الدولي – مؤشر سهولة ممارسة الأعمال                                                                     | 2011  | 92     | 183                |                                               |
| مراسلون بلا حدود – مؤشر حرية الصحافة                                                                         | 2008  | 64     | 173                |                                               |
| الشفافية الدولية – مؤشر مدركات الفساد                                                                        | 2011  | 86     | 182                | نسخة محفوظة 2012-08-10 على موقع واي باك مشين. |
| وحدة استخبارات الإكونوميست – مؤشر الديمقراطية                                                                | 2007  | 55     | 167                |                                               |
| منظمة التعاون الاقتصادي والتنمية – المساعدة الإنمائية الرسمية حسب البلد كنسبة مئوية من الدخل القومي الإجمالي | 2006  | –      | 34                 |                                               |
| الخصوصية الدولية – الخصوصية الدولية (الاتحاد الأوروبي و11 دولة أخرى مختارة)                                  | 2006  | –      | 36                 | نسخة محفوظة 2012-01-10 على موقع واي باك مشين. |
| مؤسسة الاقتصاد الجديد – مؤشر السعادة العالمي                                                                 | 2009  | 58     | 178                |                                               |
| وحدة استخبارات الإكونوميست – معيار جودة المعيشة                                                              | 2005  | 84     | 111                |                                               |
| أنقذوا الأطفال – نسبة المقاعد في الحكومة الوطنية التي تشغلها النساء                                          | 2004  | 8%     | 141                |                                               |
| منظمة الصحة العالمية – قائمة البلدان حسب معدل الانتحار                                                       |       | 17     | 100                |                                               |
| دولة فاشلة                                                                                                   | 2010  | 86     | 177                | قائمة الدول حسب مؤشر الدول الهشة              |
| مؤشر حرية الصحافة                                                                                            | 2008  | 59     | 175                | مؤشر حرية الصحافة                             |

| المنظمة                                                   | المؤشر\الاستطلاع               | الترتيب    |
| --------------------------------------------------------- | ------------------------------ | ---------- |
| جامعة ييل، جامعة كولومبيا (في المنتدى الاقتصادي العالمي ) | مؤشر الأداء البيئي             | 29 من 163  |
| معهد الاقتصاد والسلام                                     | مؤشر السلام العالمي            | 78 من 144  |
| مراسلون بلا حدود                                          | مؤشر حرية الصحافة العالمي 2009 | 62 من 175  |
| مؤسسة التراث / صحيفة وول ستريت جورنال                     | قالب:Unfit                     | 104 من 179 |
| منظمة الشفافية الدولية                                    | مؤشر مدركات الفساد 2009        | 83 من 180  |
| برنامج الأمم المتحدة الإنمائي                             | مؤشر التنمية البشرية 2009      | 67 من 182  |
| مؤشر جاهزية الشبكة                                        | مؤشر جاهزية الشبكات 2008-2009  | 84 من 134  |

## التعليم
- مؤشر التعليم
- برنامج الأمم المتحدة الإنمائي : معدل الإلمام بالقراءة والكتابة

## البيئة
- جامعة ييل : مؤشر الاستدامة البيئية
- مؤشر الأداء البيئي

## العولمة
- AT Kearney / مجلة السياسة الخارجية : مؤشر العولمة

## العسكرية
- معهد الاقتصاد والسلام / EIU : مؤشر السلام العالمي

## السياسة
- منظمة الشفافية الدولية : مؤشر مدركات الفساد
- منظمة فريدوم هاوس : حرية الصحافة (تقرير)

## المجتمع
- مؤشر رضا الحياة بجامعة ليستر
- مؤشر الكوكب السعيد لمؤسسة الاقتصاد الجديد

## التكنولوجيا
- المنظمة العالمية للملكية الفكرية : مؤشر الابتكار العالمي 2024، المرتبة 52 من بين 133 دولة [3]

## السياحة
- المنتدى الاقتصادي العالمي : تقرير التنافسية في السفر والسياحة